# Espírito Santo (Porto Alegre)
Espírito Santo é um bairro da  da cidade brasileira de Porto Alegre, capital do estado do Rio Grande do Sul. Foi criado pela Lei 6704 de 19 de novembro de 1990.

## Regiões de Planejamento
O bairro está inserido dentro da Região de Planejamento Seis (RGP-6), uma das oito Regiões de Gestão do Planejamento de Porto Alegre. Cada região agrega um grupo de bairros com afinidades entre si, com a RGP-6 reunindo dezesseis bairros incluindo o Espírito Santo.

## História

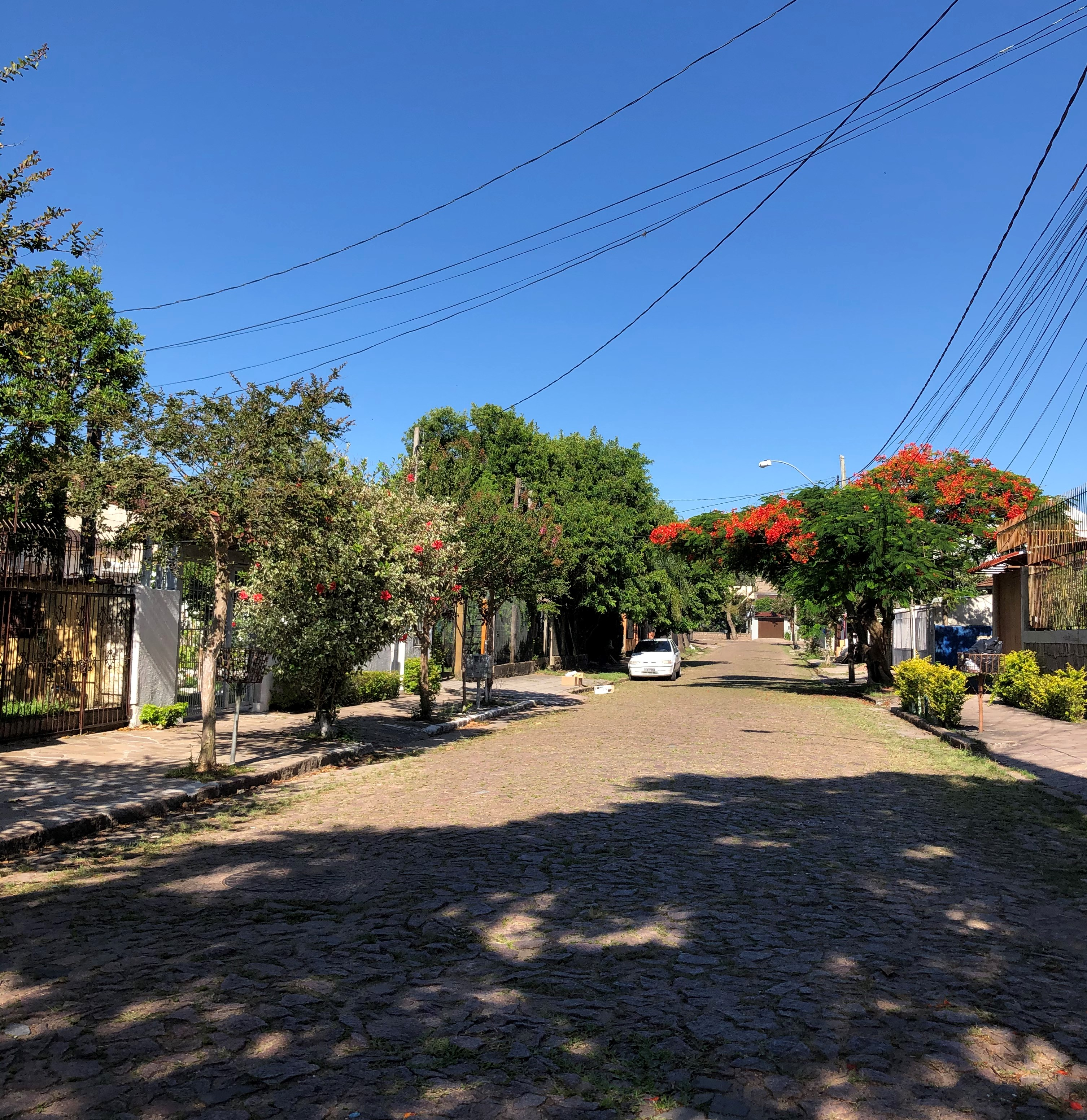
Rua Dona Luíza Landell de Moura.

Segundo o histórico dos bairros da cidade, elaborado pela Secretaria Municipal da Cultura, o Espírito Santo recebeu este nome em virtude de uma capela que existia no alto de um dos morros da região do bairro.
No século XVIII, o território do bairro Espírito Santo fazia parte da sesmaria "São Gonçalo", pertencente a Dionísio Rodrigues Mendes, cuja sede ficava no bairro Belém Velho e cujas terras se estendiam do Arroio Cavalhada até o Arroio do Salso. Com a morte de seus sucessivos herdeiros, as terras acabaram passando para outras famílias, que estabeleceram fazendas e chácaras na região.
Entre o final do século XIX e início do século XX, houve um estudo para que a antiga Ferrovia do Riacho atravessasse o bairro Espírito Santo para chegar a um grande matadouro que funcionou no bairro Serraria. Porém, o plano não foi adiante, pois a linha férrea acabou tendo seu fim na estação da Pedra Redonda, construída em 1912. Em razão disso, a população do Espírito Santo e de seus bairros vizinhos, como Ipanema, Guarujá e a Serraria, tiveram de esperar pela chegada dos ônibus e dos automóveis para se interligarem melhor com a área central da cidade.
Sobretudo a partir da década de 1940, no período da industrialização e metropolização de Porto Alegre, o Espírito Santo e seus bairros vizinhos da Zona Sul deixaram de ser basicamente agrícolas e passaram por uma urbanização significativa, ainda que menos intensa do que na Zona Norte. A transferência, em 1944, do 2º Regimento de Reconhecimento Mecanizado para o prédio do antigo "Matadouro Modelo" da Serraria foi também propulsor para o crescimento para a região.
O núcleo ocupado há mais tempo do bairro Espírito Santo encontra-se em sua região mais alta, entre as ruas Guananás, Guenoas e Carijós. Essa região encontra-se particularmente representada no mapa de "1890-1945" do livro "Porto Alegre e sua evolução urbana", de Célia Ferraz de Souza e Dóris Maria Müller. 
Na década de 1980, houve uma maior comercialização de lotes, com preços relativamente baixos por ser um ainda um bairro de formação recente.  
Em 2005, o acesso ao Espírito Santo foi aprimorado com a ampliação da Avenida Juca Batista. 

## Hidrografia

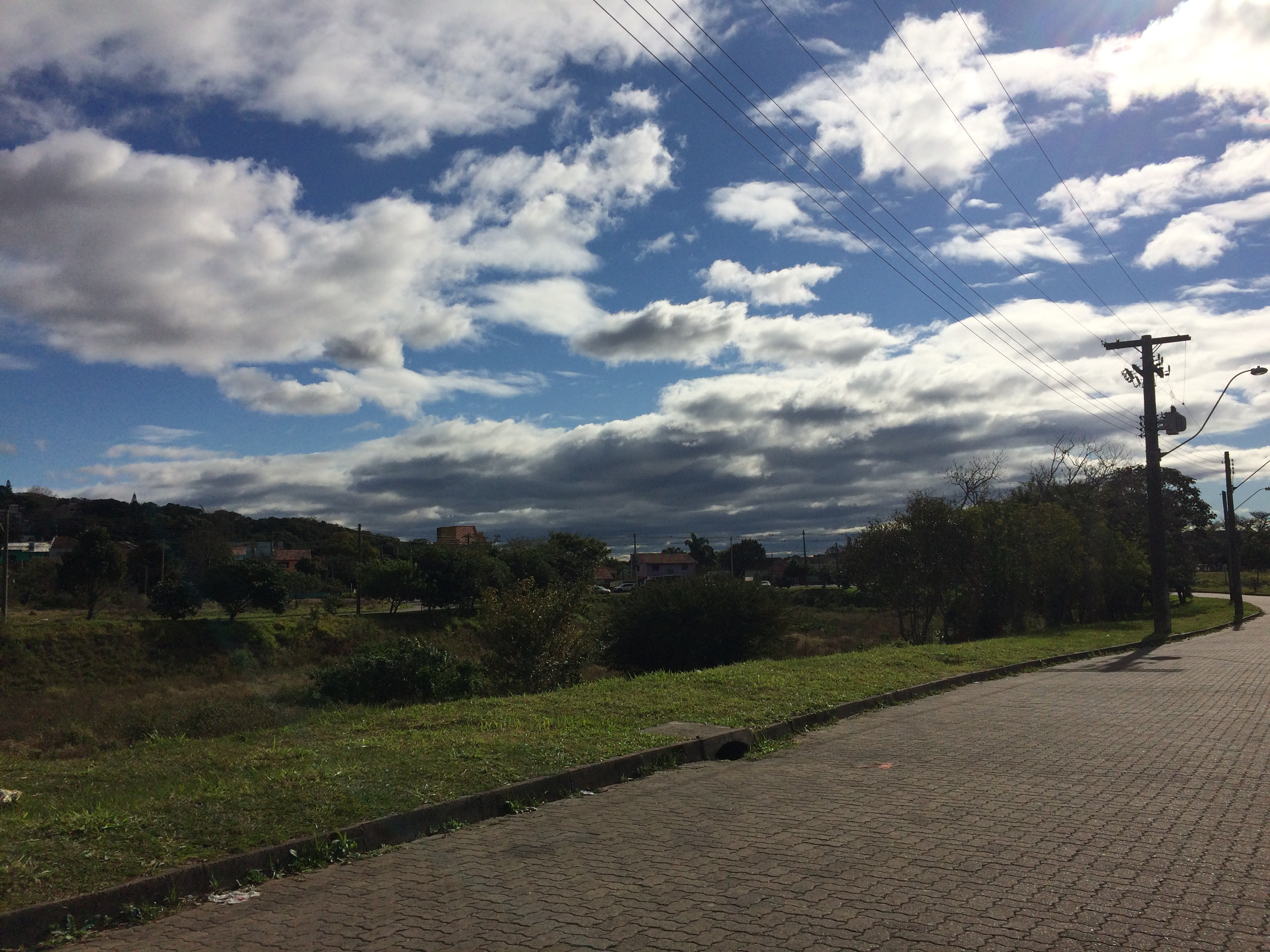
Bacia de amortecimento no loteamento Caminhos de Belém.

No bairro se localiza o arroio homônimo, cuja sub-bacia hidrográfica é uma das vinte e sete presentes na Capital gaúcha. O arroio tem suas nascentes próximas ao Morro das Abertas, desaguando no Guaíba e fazendo a drenagem natural do solo no bairro. Possui trechos onde sofreu obras de canalização, mas a área de sua foz ainda se encontra em estado natural, rodeada de densa vegetação. Em 2018, a Justiça suspendeu a licença de obra de um grande terreno na área da foz do arroio, pertencente a uma construtora, por conta de sua importância ambiental.
No loteamento "Caminhos de Belém", na esquina da Rua Olívio Koliver com a Avenida Serraria, onde o arroio passava em seu curso, foi criada uma bacia de amortecimento de cheias.

## Características atuais

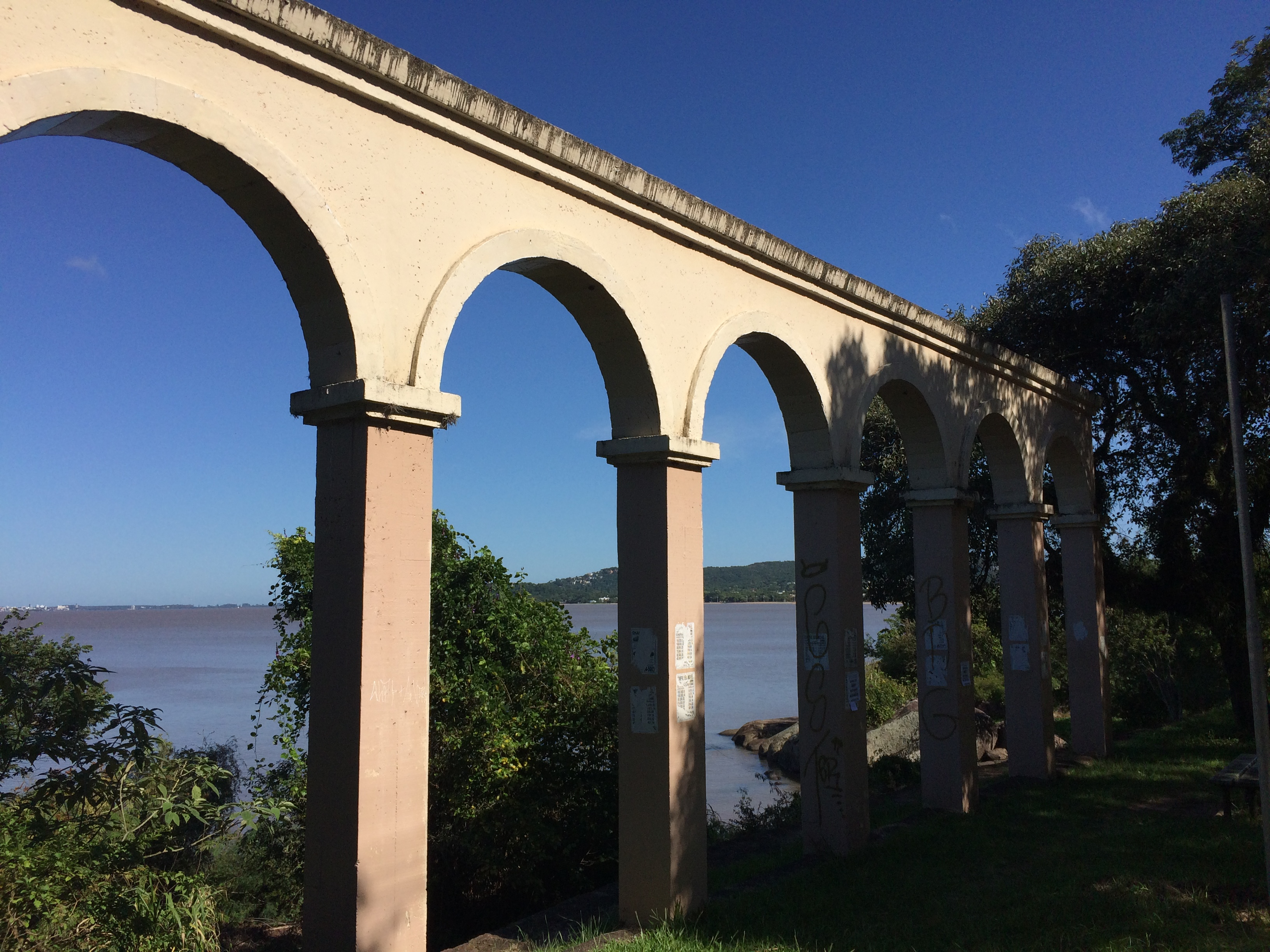
Arcos de Ipanema.

Trata-se de um bairro predominantemente residencial, com bastantes áreas verdes, embora haja estudos sobre a supressão dessas nas últimas décadas. Muitas de suas casas, de variadas classes sociais, possuem vista para o lago Guaíba. Há três avenidas principais: a Avenida Serraria, que corta o Espírito Santo; a Avenida Guaíba; e a Avenida Juca Batista.
A localização é outro fator de destaque: por ficar próximo aos bairros Ipanema e Guarujá, teve, indiretamente, uma grande valorização nos últimos anos. A proximidade com o Lago Guaíba é um dos principais atrativos da região, bem como o calçadão de Ipanema, a arborização e a relativa tranquilidade caraterística deste bairro. Os conhecidos "Arcos de Ipanema", que são considerados um cartão-postal da Zona Sul de Porto Alegre, estão situados dentro dos limites do bairro Espírito Santo.

### Insegurança
O Espírito Santo se localiza entre duas "vilas", ou ocupações irregulares, cujas gangues disputam o tráfico de drogas na Zona Sul de Porto Alegre: a "Vila dos Sargentos", que ocupa o Morro dos Sargentos na Serraria, e o "Beco do Adelar", no bairro Aberta dos Morros. Em julho de 2016, o confronto violento entre os dois grupos criminosos fizeram com que as aulas da única escola pública do Espírito Santo, a EEEF Clotilde Cachapuz de Medeiros, reduzisse seus turnos e antecipasse suas férias.
Há altos índices de assaltos nas ruas do bairro.
Em agosto de 2020, o 1º Batalhão da Polícia de Choque da Brigada Militar apreendeu farto armamento e munição em uma operação deflagrada na Rua Arachanes, no bairro Espírito Santo.

## Pontos de referência
Áreas verdes
- Praça Apiaça
- Praça Frederico Garcia Lorca
- Praça Lagos
- Praça Laura Fulginiti
- Praça Moema
- Praça Paraguaçu
- Praça Vinicius de Moraes
- Praça Maurílio Daiello

Educação
- E. E. E. F. Clotilde Cachapuz de Medeiros[14]

Observações
- O Clube do Professor Gaúcho está localizado no bairro Ipanema.

## Limites atuais
Do encontro do prolongamento da Rua Murá com a orla do rio Guaíba, segue, no sentido norte, até o prolongamento em linha reta da avenida projetada pelo plano diretor que, por sua vez, é o prolongamento da Avenida Coronel Pedro Augusto Bittencourt, indo por esta avenida até a Avenida Juca Batista; desta, até a esquina da Estrada Cristiano Kraemer; deste ponto, por uma linha imaginária, coincidindo com uma rua projetada, prolongamento da Rua Giorgio Negroni; por esta rua e seu prolongamento, até encontrar a rua projetada, diretriz do plano diretor 6303; desta, até a Estrada da Serraria; desta, até a Rua Murá; e, por esta e seu prolongamento, em linha reta, até a orla do Guaíba.

### Bibliográficas
- Arquivo Histórico de Porto Alegre Moysés Vellinho
- Dados do Censo/IBGE 2000